# Excite Truck
Excite Truck er et racerspil til Wii, som er udviklet af Monster Games og udgivet af Nintendo. I USA var spilletinkluderet med Wii, da den først blev udgivet.